# Gunnar Arbman
Gunnar Olof Arbman, född 6 maj 1940 i Råda församling i Göteborgs och Bohus län, är en svensk fysiker.

## Biografi
Arbman anställdes 1963 som assistent vid Uppsala universitet, avlade filosofie doktor-examen i teoretisk fysik vid Stockholms universitet 1971 med avhandlingen On the electronic structure of metals och var docent vid Stockholms universitet 1973–2005. Han var forskningschef vid Försvarets forskningsanstalt 1987–2000 och forskningschef vid Totalförsvarets forskningsinstitut 2001–2005.
Gunnar Arbman invaldes 2002 som ledamot av Kungliga Krigsvetenskapsakademien.